# Dă-te mai așa
„Dă-te mai așa” este un single extras de pe albumul Oameni al lui Grasu XXL.

## Producție[1]
| Muzică și text: Grasu XXL                                  |
| Regie: Spike                                               |
| Producție/Imagine: The Evil Twin Studio (echipa lui Spike) |

## Lansarea piesei și videoclipul
Albumul Oameni a fost lansat pe 25 noiembrie 2011, iar printre melodiile aflate în tracklist exista și „Dă-te mai așa”.
Videoclipul a fost lansat în noaptea dintre 16 și 17 decembrie 2010 pe canalul de YouTube al celor de la Okapi Sound. Filmările au avut loc în luna noiembrie la Buftea, în regia lui Spike (The Evil Twin Studio). În videoclip, Grasu XXL este spionat de două personaje, numite Costel și Micuțu' (Micutzu). Videoclipul urcat pe YouTube a strâns până în luna octombrie a lui 2011 aproximativ 2.700.000 de vizualizări.